# Огнёв-Майдан
Огнёв-Майдан — село в Воротынском районе Нижегородской области на реке Огнёвка, центр Огнёв-Майданского сельского совета.

## Географическое положение
Село Огнёв-Майдан находится к югу Воротынца, в 2,5 км от дороги Воротынец — Спасское и в 7 км от районного центра.

## Этимология
Майдан в переводе с татарского (тюркская языковая основа) — площадь в населенном пункте, или открытое место среди леса. По особым приметам каждому майдану народ присваивал меткие и точные названия. Например, Березовый Майдан — от обилия берез.
Приставку Огневский Майдан получил тогда, когда по его границам с непроходимыми лесами загорелись огни. В кострах жгли срубленный лес. Расширяли площадь под посевы хлебов, а заодно и готовили золу-поташ, которая тогда была нужна для выделки кожи.

## История
Селение, названное Огневским Майданом, появилось несколько позже освоения поймы Волги и Суры. К тому времени окончательно улеглись волнения, связанные с мятежом внутри Русского государства и нашествием польских шляхтичей во главе с Лжедмитрием в 1611 году. Васильсурский воевода того времени Хрущев был смещен с воеводства за поддержку мятежа, совершенного чувашами, марийцами и мордвой, которые были на стороне польских интервентов.
Новый воевода Осип Коноплев, сменивший Осип Коноплев, сменивший Хрущева, начал выполнять указания хозяина вотчины князя И. М. Воротынского (сына прославленного воеводы, казненного Иваном Грозным) по усиленному освоению края.
К 1615 году Васильсурским гарнизоном стрельцов под руководством воеводы О. Коноплева были уничтожены и рассеяны остатки мятежников в виде разбойничьих шаек под предводительством Фоки, Бармы, Клепика и других. К 1617 году на месте обитания Фоки возникло скотоводческое селение. Наступившее затишье дало возможность заселять и осваивать весь край.
Очевидно, в это время могли возникнуть с. Отары как центр отгонного пастбища скота.
О.Коноплев, справившись с разбойниками, сокращал гарнизон стрельцов, расселяя их с семьями по всей вотчине. Ясно, что нужно было укрепить дальние подходы к вотчине, то есть создать форпосты по реке Урга от набегов мордвы. Несколько позднее, с 1619—1620 гг. необходимо было заселить и освоить и ближние подступы к Василю и Воротынцу. Так появляются села Огневский Майдан, Елвашка, Семьяны. Мы не располагаем материалами с точными датами основания этих сел, но в сведениях о Васильсурском уезде и архивных данных о Фокине села упоминаются. Позднее, с 1625 года очередной воевода Богдан Семенович Сабуров, а с 1630 г. Федор Кривцов, продолжают осваивать земли вдоль рек Чугунки и Гремячки.
Доведенное до крайней трудности войнами и смутами русского государство очень нуждалось в хлебе, и поселения в вотчине князей Воротынских стали возникать как производители зерна. Большие массивы лесов сводились под посевы ржи, а позднее льна и конопли.
К концу 17 века, после смерти Ивана Алексеевича Воротынского, не оставившего наследников, род Воротынских угас. Часть поместья Воротынских была передана графу генерал-адмиралу Федору Алексеевичу Головину. Другая часть была передана в дворцовое ведомство, то есть была резервом для дарения придворным и заслуженным лицам русского государства. Так, в начале 18 века Огневский Майдан, Фокино и Сомовка были подарены родоначальнику оружейных заводчиков из Тулы, Никите Демидову. В Фокине, в Корельской долине, в 1720 году Демидовыми были обнаружены залежи болотной железной руды.
С этого момента, теперь уже для нужд выплавки железа, в ямах Огневского Майдана снова загорелись огни. Название — Огневский Майдан подтверждалось снова. Был нужен уголь. Демидовы глубоко проникали в наш край даже туда, где они не были хозяевами, не говоря уже об Огневском Майдане, который полностью подчинялся нуждам плавильного производства.
Приказчик Демидовых Алексей Сокольников с размахом вел дела своих хозяев, живущих в Туле, Москве и на Урале. К 1750 году запасы железной руды в Фокине исчерпались, а на Урале были открыты огромные залежи. Сразу после этого заводчик оружейник- монополист стал вывозить на Урал рабочих со всех своих заводов, а их у него было 55. Доходила очередь и до Огневского Майдана. Его крепостные крестьяне были собственностью Демидовых.
В марте 1759 года А. Сокольникову дано указание выбрать в селениях Огневском Майдане, Фокине и Сомовке, парней 2 аршина и 10 вершков(185 сантиметров ростом) и всех отправить для службы гайдуками в огромных поместьях Демидовых в Москве и на Урале. (Гайдуки участвовали в торжественных приемах гостей и деловых лиц, а также несли охрану на шахтах и заводах).
В 1760 году А. Сокольников уже составляет списки крестьян Огневского Майдана, Фокина и Сомовки для отправки их на заводы Урала. Там требовались руки крепостных крестьян. В Огневском Майдане, как и в других селах Демидовых, из каждой семьи брали как минимум половину взрослых детей, оставляя в доме по одному несовершеннолетнему парню и девочке.
После окончательного отъезда на Урал Демидовых Огневский Майдан снова перешел в руки наследников Ф. А. Головина. Население растит хлеб, лен и коноплю для Фокинской канатной фабрики. Так продолжалось до 1823 года, пока младший из Головиных, Николай, мот и картежный игрок, не обанкротился. Поместье за долги было конфисковано и разыграно по лотерее. Выигранное одесскими мещанами поместье приобретает Нижегородское удельное ведомство на имя царской семьи Романовых.
Крестьяне стали собственностью царской семьи. Управлялась вотчина в составе Огнев-Майдана, Белавки и Воротынца. Нижегородское ведомство через управляющих, крупных собственников в этот промежуток времени в вотчине не было. Очевидно, поэтому угнетение крестьян было меньше, чем помещиков-крепостников.
Крепостное право в своей вотчине Романовы отменили в 1858 году, то есть на три года раньше, чем по России. Теперь крестьяне Огневского Майдана были на оброке, платили вплоть до 1917 года и вряд ли ведали о том, что выращенный ими хлеб также служил царской семье.

## Население
По данным переписи 2010 года в селе проживало 506 человек.

## Достопримечательности
В селе есть церковь в честь святого Апостола и Евангелиста Иоанна Богослова, построенная в 1872—1885 гг.
Церковь в честь св. Апостола и Евангелиста Иоанна Богослова в селе Огнев-Майдан впервые была построена в 1783 г. на средства прихожан. В начале 80-х годов XIX века церковь сгорела и пришлось возводить новую. Она строилась благодаря пожертвованиям помещицы Жадовской Анастасии Дионисьевны. 11 марта 1885 года каменная церковь с ярусной колокольней вновь приняла своих прихожан. Великолепный иконостас и фрески придавали интерьеру храма особенную красоту и торжественность. Приход церкви состоял из жителей с. Огнев-Майдан, д. Ивановка, д. Агрофенино, Выселка. При церкви существовало кладбище, надгробия не сохранились. В настоящее время около северной ограды установлено место захоронения помещицы А. Д. Жадовской. В советское время церковь претерпела судьбу большинства церквей в стране. В храме находился склад местного колхоза им. Чкалова для хранения картофеля, зерна. Благодаря жителям села удалось сохранить часть церковной утвари. В 1993 году началась реставрация церкви. Инициатором этого богоугодного дела стал староста села Ионов Евгений Васильевич. На восстановление пошли средства прихожан. Помогла деньгами Воротынская районная администрация, местный СХПК им. Чкалова выделил стекло. Была возвращена часть икон и уникальная надпрестольная сень. С 1995 г. в храме начались богослужения, а работы по его возрождению продолжаются: восстановлена ограда, и верим, что в недалеком будущем польются колокольные перезвоны с возрожденной звонницы.
По материалам книги А. М. Дюжакова «Святыни земли Воротынской».
Источник: http://vrt-blago.ru/